# Saldanha Marinho
Pour les articles homonymes, voir Saldanha (homonymie) et Marinho.
Saldanha Marinho est une ville brésilienne du Nord-Ouest de l'État du Rio Grande do Sul, faisant partie de la microrégion de Cruz Alta et située à 318 km au nord-ouest de Porto Alegre, capitale de l'État. Elle se situe à une latitude de 28° 23′ 45″ sud et à une longitude de 53° 57′ 18″ ouest, à une altitude de 525 mètres. Sa population était estimée à 2 982, pour une superficie de 222 km2.
Les habitants de la commune sont essentiellement descendants d'Allemands.

## Villes voisines
- Chapada
- Carazinho
- Colorado
- Ibirubá
- Santa Bárbara do Sul